# Levie
Levie (en idioma corso Livia) es una comuna francesa del departamento de Córcega del Sur, en la colectividad territorial de Córcega.

## Demografía
| 886 | 1 002 | 912 | 752 | 781 | 696 | 743 | 728 |
| Para los censos de 1962 a 1999 la población legal corresponde a la población sin duplicidades (Fuente: INSEE [Consultar]) |       |     |     |     |     |     |     |